# Макалевичі (зупинний пункт)
Макале́вичі — пасажирський зупинний пункт Коростенського напрямку Коростенської дирекції залізничних перевезень Південно-Західної залізниці. Розташована біля села Макалевичі.
Платформа розміщується між станціями Тетерів (відстань — 3 км) та Ірша (відстань — 8 км). Відстань від станції Київ-Пасажирський — 83 км.
Лінія, на якій розташовано платформа, відкрита 1902 року як складова залізниці Київ — Ковель.
Платформа виникла 1926 року під назвою роз'їзд Бухтєєвка, у 1932 році на ділянці Тетерів — Коростень було прокладено другу колію. Залізничну лінію, на якій розташована зупинка, електрифіковано в 1978 році.